# Potentilla alsatica
Potentilla alsatica är en rosväxtart som beskrevs av T. Gregor. Potentilla alsatica ingår i Fingerörtssläktet som ingår i familjen rosväxter. Inga underarter finns listade i Catalogue of Life.